# 13 bajek z królestwa Lailonii dla dużych i małych
13 bajek z królestwa Lailonii dla dużych i małych – zbiór utworów Leszka Kołakowskiego, polskiego filozofa.

## Charakterystyka cyklu
Wydane w Warszawie przez wydawnictwo Czytelnik w latach: 1963, 1966 i 1995 oraz przez wydawnictwo Prószyński i S-ka w roku 1998 wraz z Czterema bajkami o identyczności, Legendą o cesarzu Kennedym i Ogólną teorią nie-uprawiania ogrodu w tomie 13 bajek z królestwa Lailonii dla dużych i małych oraz inne bajki.
W wydaniach z lat 1995 i 1998 dołączono czternasty utwór pt. Wielki głód, wcześniej zatrzymywany przez cenzurę.
Zbiór został również wydany w 1987 roku w Londynie przez wydawnictwo Aneks.

## Ekranizacje cyklu

### Cykl filmów animowanych Czternaście bajek z Królestwa Lailonii Leszka Kołakowskiego
Według zbioru w latach 1997–2011 zrealizowano w Telewizyjnym Studiu Filmów Animowanych w Poznaniu  cykl filmów animowanych Czternaście bajek z Królestwa Lailonii Leszka Kołakowskiego.
Cykl został zrealizowany przez Macieja Wojtyszkę, Jacka Adamczaka, Jacka Kasprzyckiego, Krzysztofa Kiwerskiego, Hieronima Neumanna, Marka Serafińskiego, Piotra Muszalskiego, Pawła Walickiego, Łukasza Słuszkiewicza, Zbigniewa Koteckiego, Tamarę Sorbian oraz Marka Luzara.
Pomysłodawcą adaptacji oraz autorem scenariuszy i opracowania dialogów był Jan Zamojski.

### Lailonia
Według zbioru w 2009 w Ośrodku Teatralnym Kana w Szczecinie zrealizowano inscenizacje „Lailonia” w reżyserii Mateusza Przyłęckiego, przygotowaną w ramach projektu Transkultura w Szczecinie, stanowiącego ofertę kulturalną Ośrodka Teatralnego Kana ze Szczecina i schloss bröllin e.V. w Bröllinie/k. Pasewalku, skierowaną do mieszkańców Pomorza Zachodniego i Meklemburgii Pomorza Przedniego.
Spektakl zwyciężył w plebiscycie publiczności XVIII Alternatywnych Spotkań Teatralnych „Klamra” 2010 w Toruniu i był także prezentowany podczas „Retro/Per/Spektywy Chorea. Festiwal Teatralny” w Łodzi w 2010.
Projekt „Czy Japonia to Lailonia?. Uniwersalne światy Leszka Kołakowskiego – próba dialogu” był od 25 do 30 listopada 2011 prezentowany w Teatrze X-Kei i Teatrze OM -2 w Tokio w ramach Programu Kulturalnego Polskiej Prezydencji w Unii Europejskiej.
Od 9 do 11 grudnia 2011 przedstawienie zostało także zaprezentowane podczas Lin Zhaohua Theatre Art Festival w Capital Theatre w Pekinie.

## Spis treści
1. Jak szukaliśmy Lailonii
2. Garby
3. Opowiadanie o zabawkach dla dzieci
4. Piękna twarz
5. Jak Gyom został starszym panem
6. O sławnym człowieku
7. Jak bóg Maior utracił tron
8. Czerwona łata
9. Wojna z rzeczami
10. Jak rozwiązano sprawę długowieczności
11. Oburzające dropsy
12. Opowieść o największej kłótni
13. Opowieść o wielkim wstydzie
14. Wielki głód

### Jak szukaliśmy Lailonii
W pierwszym opowiadaniu narrator mówi o tym, jak wraz z bratem próbował odnaleźć na mapie królestwo Lailonii. Nie wiadomo, skąd dowiedzieli się o jej istnieniu – spotykamy ich w momencie, w którym zaczynają rozpytywać się znajomych o jej położenie. Gdy to zawodzi, próbują pytać nieznajomych na ulicy. Mimo że nikt nie potrafił im odpowiedzieć, nie dają za wygraną: zaczynają skupować wszelkie mapy i globusy. Zajmowały one coraz więcej miejsca, więc wynieśli meble oraz inne sprzęty tak, że w mieszkaniu nie pozostało nic oprócz map i globusów. Również dla nich robiło się za mało miejsca, w związku z czym zaczęli brać lekarstwa mające pomóc im schudnąć. W końcu znaleźli mapę zawierającą nazwę Lailonii, jednak szybko ją zgubili. Po pewnym czasie przychodzi paczka nadana z Lailonii, zaczynają więc pytać pracowników poczty, czy wiedzą, gdzie leży to królestwo – bez rezultatów. Na pocieszenie pozostała im paczka: zawiera ona list od mieszkańca Lailonii, w którym pisał on, że dowiedział się o ich zainteresowaniu jego ojczyzną, zatem przesyła im zbiorek tamtejszych opowiadań. Nie pisze niestety nic o położeniu Lailonii.

### Garby
Ajio, kamieniarzowi pracującemu przy budowie dróg, wyrósł osobliwy garb o różnych odroślach i rozgałęzieniach, które upodabniały się do różnych części ciała. Garb zainteresował czterech lekarzy. W czasie, gdy oni radzili nad sposobami i sensownością leczenia, z garbu uformowała się postać człowieka identycznego z kamieniarzem. Szybko nauczyła się ona mówić, dzięki czemu ujawniła się zasadnicza różnica między człowiekiem i jego garbem, podczas gdy Ajio był człowiekiem skromnym i cichym, garb miał zły charakter. Dużo krzyczał i złościł się, w szczególności na Ajio. Doszło do tego, że w końcu zaczął twierdzić, że to on jest prawdziwym człowiekiem. Prawdziwy Ajio próbował tłumaczyć, ale ludzie uwierzyli temu, który głośniej krzyczał. Lekarze opracowali tymczasem lekarstwo na garb. Przyszli do kamieniarza i podali je garbowi, którego uważali za prawdziwego Ajio. Ajio zniknął – garb był wolny. Wkrótce zaczął wmawiać innym, że również mają garby, a potem nawet, że sami są garbami, a on jest jedynym człowiekiem w tym mieście. W końcu zdezorientowani ludzie zaczęli brać lekarstwo na garb, który okazał się działać na zdrowych przeciwnie niż na chorych – na plecach wszystkich pojawiły się garby, które z kolei wzięły lekarstwo, pozbywając się prawdziwych ludzi. Od tego momentu historia miasta jest nieznana.

### Opowiadanie o zabawkach dla dzieci
Lailoński kupiec Pigu dorobił się sporych pieniędzy na handlu ochraniaczami na widelce do jedzenia mięsa bażantów. Pewnej wiosny wrócił z podróży do willi swojej córki Memi. Ta, przywitawszy się z nim zaczęła go natychmiast przepraszać. Okazało się, że sprawiła sobie globus naturalnej wielkości (oboje lubili dziurawić globusy). Niedługo potem dostarczono globus i Pigu, zobaczywszy go, stwierdził, że nie jest w stanie go opłacić. Krzyknął więc do chłopców sklepowych, by zabrali go z powrotem, jest bowiem źle wykończony. Na płacze Memi odpowiedział, że może zawsze podziurawić sobie prawdziwą kulę ziemską. Wieczorem ziemia była okropnie podziurawiona. Zażądano od kupca odszkodowań, których nie był w stanie wypłacić, w związku z czym poszedł do więzienia za długi. Siedzi tam do dziś, rozmyślając o tym, że nie można żałować dzieciom pieniędzy.

### Piękna twarz
Czeladnik piekarski Nino miał najpiękniejszą twarz w okolicy. Nie chciał, by to piękno z czasem się zatarło, toteż pojechał do miasta Lipoli po kuferek do przechowywania twarzy. Takie kuferki były bardzo drogie, więc Nino musiał się zapożyczyć, by móc go kupić. Na początku chował swoją twarz na dni robocze i zakładał na święta, ale wkrótce przestał w ogóle ją zakładać. Pewnego dnia uczony Kru przybył do tego miasteczka i spotkał się z Nino. Pytał go, po co właściwie pielęgnować piękno tej twarzy, skoro nie chce jej używać, na co Nino odpowiedział, że po to, żeby była piękna. Kru stwierdził, że Nino chce rzeczy niemożliwej i odjechał. W końcu – po piętnastu latach – zażądano zwrotu pieniędzy, które piekarczyk pożyczył na kuferek. Zrozpaczony, chciał zwrócić kuferek, ale ten był już zniszczony. Oddał wreszcie twarz do lombardu, nie dostał jednak całej sumy, której potrzebował. Mimo że dzięki tym pieniądzom udało mu się odwlec egzekucję długu, nie znalazł reszty pieniędzy i został wsadzony do więzienia. Właściciel lombardu, kiedy Nino już długo się nie pojawiał, oddał ją dzieciom do zabawy, a te zrobiły z niej piłkę.

### Jak Gyom został starszym panem
Sprzedawca lodów malinowych w mieście Batum, Gyom miał żonę imieniem Mek-Mek. Był jeszcze młodym człowiekiem, co uważał za powód swoich niskich dochodów. Postanowił zostać starszym panem – do tego celu potrzebował brody, wąsów, parasola, melonika, kaloszy i okularów. Mek-Mek nie chciała jednak o tym słyszeć, więc Gyom postanowił zostać starszym panem potajemnie. Dodał sobie wszystkie wymienione atrybuty, musiał je jednak ukrywać ze względu na żonę. Toteż, gdy poszedł starać się o lepszą posadę, powiedziano mu, że jest jeszcze zbyt młody – brakuje mu atrybutów starszego pana. Powziął więc decyzję o ujawnieniu się. Początkowo Mek-Mek płakała, jednak gdy Gyom kupił jej dużo szminki za zarobione pieniądze, udobruchała się. Pewnego dnia zdarzyło się nieszczęście: gdy Gyom kąpał się w basenie, ktoś zabrał jego rzeczy – został mu tylko zarost. Zwolniono go z pracy, a on ze wściekłości zgolił sobie brodę i wąsy. Okazało się, że złodzieja złapano. Gyom odebrał swoje rzeczy, ale bez zarostu nie chcieli go na nowo przyjąć do dobrej pracy. Do starej pracy również nie mógł wrócić, bo nie chciano tam człowieka, któremu trudno przypisać jakiś wiek – niby zarostu nie ma, ale nosi parasol. Bezrobotny Gyom postanowił zostać niemowlęciem, by ktoś się nim zaopiekował. Jednak zapomniał zdjąć melonika, który go zdradził. Od tej pory cały czas próbuje przebierania się to tak, to inaczej. Opowiadanie kończy się zachętą narratora do zaopiekowania się niemowlęciem w meloniku lub kaloszach, w przypadku znalezienia go w parku.

### O sławnym człowieku
Mieszkaniec Lailonii – Tat – chciał stać się sławnym człowiekiem. Postanowił być w czymś najlepszy. Zdecydował się być człowiekiem noszącym najdłuższe spodnie. Spodnie jednak się plątały, co było niewygodne. Próbował potem wielu innych sposobów bycia w czymś najlepszym, ale nic nie dawało mu sławy. Przyjaciel, do którego poszedł po radę, powiedział, że aby stać się sławnym, potrzeba pieniędzy. Aby natomiast zdobyć pieniądze, trzeba zdobyć sławę. Tat uznał radę za dobrą, jednak nie potrafił jej zastosować. Próbował jeszcze zdobywać sławę dzięki byciu w czymś najgorszym na świecie. Nauczył się m.in. pisać najgorsze wiersze i szyć najgorsze majteczki kąpielowe. Kiedy i to nie zadziałało, postanowił zdobyć sławę jako najmniej sławny człowiek na świecie. Zaszył się w pewnym niedostępnym miejscu tak, że nikt nie wiedział, gdzie on jest. Po kilku dniach ludzie rzeczywiście o nim zapomnieli i Tat stał się najmniej sławnym człowiekiem. Utwór kończy się zdaniem:
My również nic o nim nie wiemy i dlatego właśnie nie możemy w ogóle napisać opowiadania o Tacie.

### Jak bóg Maior utracił tron
Bóg Maior sprawował władzę nad miastem Ruru. Wydał on następujące rozporządzenie:
1. Trzeba wiedzieć, że to wszystko, co dla ludzi znajduje się na dole, dla boga znajduje się na górze – i odwrotnie – to, co dla ludzi znajduje się na górze dla boga jest na dole.
2. Kto by przeczył temu, że u boga wszystko jest na dole, co dla ludzi znajduje się na górze – i odwrotnie, zostaje wtrącony do piekła. Kto uznaje poprzednie prawo, pójdzie do nieba.
3. Kto się nie pomylił na ziemi, ten się nie może pomylić po  śmierci, a kto się na ziemi pomylił, ten po śmierci nie może się już poprawić.
Ludzie, aby pokazać, że spełniają przykazanie boga, nauczyli się, że gdy mówią o tym, że coś jest na górze, muszą dodać, że dla boga jest to na dole. I odwrotnie. Tymczasem pewien wytwórca kauczukowych piłeczek – Obi – stwierdził, że to, co jest na górze, to jest na górze i już. Nic nie dały namowy brata (nazywał się Ubi) – Obi nie zmienił zdania. Wreszcie obaj umarli i Obi poszedł do piekła, a Ubi do nieba. Po pewnym czasie Ubi zorientował się, że wcale nie jest w niebie szczęśliwy, ponieważ dręczy go myśl o cierpieniach brata. Gdy reszta mieszkańców nieba dowiedziała się o tym, próbowali go przekonać, że jest szczęśliwy, ale okazało się to daremne. Wreszcie sam Maior przyszedł zmusić Ubiego do opamiętania. Ten jednak zaczął krzyczeć, że chce pójść do piekła. Według ustawy było to niemożliwe. Wtedy Ubi zaczął wykrzykiwać, że to, co jest na górze, jest na górze i już. Mieszkańcy nieba zaczęli przyłączać się do niego i szał ogarnął niebo. Bóg Maior nie mógł nic zrobić – sytuacja była niemożliwa – ustawa jej nie przewidywała, pozostało mu tylko abdykować, co też zrobił. Niebo i piekło połączyło się, a Ubi i Obi mogli paść sobie w objęcia.

### Czerwona łata
Etam zrywał dla pięknej Nity gruszki z drzewa sąsiada, w konsekwencji czego na jego spodniach pojawiła się łata. Łata rosła, aż w końcu Etam nie miał w ogóle spodni, a jedynie łatę. Co gorsza zaraził łatą wszystkich swych kolegów. Chłopcy zebrali się na naradzie. Nic jeszcze nie ustalono, kiedy weszła Nita, która poradziła, by uważać łaty za spodnie. Pomysł przyjęto, jednak gdy przyszli do szkoły, nauczyciel kazał im wracać do domu, mówiąc, że uczenie chłopców bez spodni uwłacza jego godności. Gdy zastanawiali się, co zrobić, znów Nita wyszła z pomysłem: tym razem wymyśliła, by ktoś wszedł znowu na drzewo, zrobić sobie dziurę i zaszyć ją łatą. I ta łata to będą spodnie, którymi zarazi resztę. Pomysł przyjęto i wysłano Etama, który wykonał zadanie. Nic to jednak nie dało – nikt się nie zaraził. Mędrzec-listonosz wyjaśnił im, że zarazić się można tylko łatą. Wtedy wszyscy chłopcy powłazili na drzewa i porobili sobie dziury, które następnie załatali. Kiedy przyszli do szkoły nauczyciel powiedział, że teraz to są już spodnie – łaty nie można łatać, więc to, co jest załatane, to muszą być spodnie. Obiecał też, że kiedy podrosną, wyjaśni im, czemu nie można zarazić się spodniami. Utwór kończy się morałem: nie należy zrywać gruszek z drzewa sąsiada, ponieważ powoduje to zbędne komplikacje.

### Wojna z rzeczami
Ditto – lailońskiego chłopca – prześladowały rzeczy. Naleśniki schodziły mu z talerza, szyby same się tłukły, guziki się urywały. Jego siostra Lina nie wierzyła mu i sądziła, że to Ditto psoci. Ditto postanowił działać. Zaczął się przebierać za różne rzeczy, chcąc się z nimi zbratać i przekonać je do zaprzestania psot lub samemu zrobić psotę tak, by Lina to zauważyła i uwierzyła, że rzeczy to rzeczywiście robią. Jednak rzeczy nie chciały go słuchać, a on nie miał tyle wprawy, żeby samemu coś zbroić. Ditto przybrał własną postać i zaczął bezlitośnie walczyć z rzeczami: kroił naleśniki na drobne kawałki, wylewał atrament na ulicę, odrywał guziki od ubrań. Te jednak nie reagowały – zachowywały się jak martwe. Wtedy doszedł do wniosku, że walka jest beznadziejna i od tej pory bezczynnie przyglądał się poczynaniom rzeczy.

### Jak rozwiązano sprawę długowieczności
Królestwo Gorgola graniczyło z Lailonią. Rządził nią mądry król Hanuk. Uznał on kiedyś, że ludzie w jego kraju żyją zbyt krótko. Wezwał więc do siebie siedmiu mędrców: czterech astrologów i trzech medyków i kazał im rozwiązać ten problem. Ci zażądali siedmiu lat do namysłu, na co król się zgodził. Po tym czasie wszyscy wystąpili przed królem i ludem Gorgoli. Każdy przedstawił inną metodę osiągnięcia długowieczności, obalając jednocześnie metodę przedmówcy (oczywiście pierwszy nie miał czego obalać). Na początku wystąpili astrologowie. Pierwszy zaproponował, by zegarki chodziły sześć razy szybciej, dzięki czemu żyłoby się sześć razy więcej jednostek czasu. Drugi – by zegarki chodziły sześć razy wolniej, dzięki czemu w jednej jednostce czasu przeżyłoby się więcej życia. Trzeci – by wstrzymywać słońce w biegu, a czwarty – by pomalować niebo, co miałoby spowodować, że ludzie będą się mniej nudzić, dzięki czemu będą dłużej żyli. Następnie wystąpili medycy. Pierwszy uważał, że należy się upodobnić do żółwi, które są zwierzętami długowiecznymi. Drugi – że trzeba jeść dużo szpinaku, a trzeci – że należy obciąć sobie nosy, aby nie mieć kataru. Społeczeństwo Gorgoli podzieliło się na siedem walczących stronnictw, które powybijały się nawzajem. Pozostali przy życiu jedynie dwaj uczeni. Ten który proponował szpinak i ten, który chciał ucinać nosy. Postanowili, że zastosują oba swoje sposoby: obcięli sobie nosy i zasiedli przed misą szpinaku. Nie wiadomo, czy siedzą tam do tej pory, ale królestwo Gorgoli tak czy inaczej przestało istnieć. Nie wiadomo również jaki był los króla Hanuka – opowiadanie mówi jedynie, że zginął (chociaż nie o nim konkretnie jest mowa), ale nie wiadomo, czy wstąpił do jakiegoś stronnictwa.

### Oburzające dropsy
Rodzeństwo: Gia, Pepi, Kaku, Heja i Hipa mieszkało razem. Każde z nich miało inne przyzwyczajenia: Gia lubił po obiedzie zapalić cygaro, włożywszy pióropusz na głowę; Pepi musiał przed śniadaniem upolować kilka kormoranów; Kaku połykał obręcze od beczek; Heja nosiła ordery na plecach; Hipa łowiła szympansy na lasso i grała na loterii. Wszystkie te przyzwyczajenia były znoszone przez resztę, oprócz przyzwyczajenie Gia – rodzeństwo uważało je ze haniebne. W końcu Gia zaczął palić fajkę i zakładać cylinder zamiast pióropusza, co uspokoiło jego braci i siostry. Zauważył po pewnym czasie, że zaczynają irytować go przyzwyczajenia rodzeństwa. Przy jakiejś okazji dał temu wyraz: powiedział Kaku, że ma natychmiast przestać łykać obręcze. Reszta rodzeństwa go poparła i brat również musiał zmienić swój zwyczaj. To samo odbyło się z resztą – wszyscy musieli przestać wykonywać swoje ulubione czynności i wybrać sobie jakiś substytut. Jednak ich nowe zwyczaje również zaczęły ich wzajemnie denerwować. Gdy sytuacja stała się nie do zniesienia, przyjechała do nich ich najmłodsza siostra, Kiwi. Pozwalała ona robić innym, co im się podobało, sama chciała jedynie jeść dropsy. Rodzeństwo koniecznie chciało i ją zmienić, jednak Kiwi okazała się na to całkowicie odporna. Doszło do tego, że reszta rodzeństwa znów się pogodziła, byle tylko zmienić siostrę. Wreszcie powiedzieli jej, że skoro nie chce się zmienić, musi opuścić ich dom. Gdy to się stało, wszyscy zaczęli powoli wracać do swych pierwszych przyzwyczajeń. Nie wiadomo, czy pozostali pogodzeni.

### Opowieść o największej kłótni
Bracia: Eino – poważny i rozsądny, Aho – malkontent i Laje – konformista (w kolejności starszeństwa) postanowili wybrać się w podróż w poszukiwaniu chleba. Napotkali na rozwidlenie drogi takie, że można było iść w prawo, w lewo albo prosto. Każdy chciał pójść w inną stronę: Eino – prosto, Aho – w prawo, Laje – w lewo. Aho chciał, by każdy poszedł w inną stronę, ale Eino zauważył, że wszystkie drogi idą przez las i pojedynczo nie mają szans przeżycia. Po długiej kłótni Eino użył jako argumentu swojego starszeństwa i poszli prosto; Aho jednak był z tego bardzo niezadowolony. Doszli w końcu do miasta, w którym udało im się znaleźć pracę. Praca była jednak ciężka i po pewnym czasie Aho powiedział, że pójdzie tą drogą, którą chciał pójść na początku i wtedy zobaczą, że miał rację. Poszedł, a w drodze napotkał niedźwiedzia, który go zadusił. Obaj bracia zmartwili się bardzo tym, co się stało i pewnego dnia Laje powiedział bratu, że idzie tam, gdzie Aho. I poszedł. Na tym kończy się opowiadanie.

### Opowieść o wielkim wstydzie
We wsi Kleo mieszkał chłopak Rio, który kochał Murię – córkę rybaka, która z kolei lubiła Rio, ale go nie kochała. Rio musiał opuścić wioskę, by odbyć służbę wojskową. Myślał o Murii bez przerwy, przez co zaniedbywał swoje obowiązki, za co był karany. Jeden z jego kolegów – Pau – zapytał go, jak wygląda jego dziewczyna. On odpowiedział, że jest bardzo piękna. Gdy Pau zapytał go, jaki jest kolor jej oczu, uświadomił sobie, że nie pamięta. Wstydził się tego bardzo i chciał nawet wysyłać list do Murii, by zapytać się o kolor oczu, ale zawstydził się tak, że go podarł. Gdy próbował znaleźć pomoc u wróżki, okazało się, że nie potrafi sobie również przypomnieć koloru włosów ukochanej. Ze wstydu zaczął maleć, za co zamknięto go w areszcie (w pudełku po konserwach owocowych). Sąd skazał go na zanik przez zawstydzenie za złamanie 12. paragrafu regulaminu, który mówił o tym, że żołnierzowi nie wolno się wstydzić, aby nie osłabić swej zdolności bojowej. Wyrok wykonano.

### Wielki głód
W Lailonii wybuchł głód. Arcykapłan tego kraju wezwał do siebie strażaków i zapytał ich, czy umieją ugasić głód. Ci nie umieli, ale bali się, więc odpowiedzieli, że umieją. Pojechali więc w kraj oblewając wszystko wodą. Do głodu dołączyła się powódź. Arcykapłan wezwał do siebie ślusarzy i zapytał ich, czy umieją zapobiec przeciekaniu wody z nieba. Ci odpowiedzieli, że potrafią i wsiedli w balon, aby szukać przeciekającego kranu na niebie. Balon poleciał i słuch o nich zaginął. Arcykapłan wezwał do siebie ośmiu najlepszych wróżbitów w kraju i nakazał im, by dowiedzieli się jak pozbyć się głodu. Jeden z nich wróżył z wody, dzięki czemu ustała powódź, bo cała woda została oddana mu do użytku. Po upłynięciu pewnego czasu wróżbici ogłosili swe wyniki. Pierwszy powiedział, że głód można usunąć za pomocą jedzenia; drugi, że mieszkańcy muszą zmniejszyć sobie żołądki; trzeci, że należy wygnać połowę mieszkańców. Te rady nie zadowoliły arcykapłana. Czwarty powiedział, że lud głoduje, ponieważ arcykapłan zbyt dużo je. Ten został wychłostany za kłamstwa. Piąty poradził, by puszczać fajerwerki, a szósty urządzanie igrzysk cyrkowych, żeby odciągnąć uwagę ludzi od pustki w ich brzuchach. Siódmy stwierdził, że czuje niesmak do tego tematu. Ósmy – ten wróżący z wody – powiedział, że głodu zwalczyć nie można, a nawet gdyby było można, to nie wiadomo po co, nawet gdyby było wiadomo po co, to wcale nie należałoby tego robić. Ta rada spodobała się arcykapłanowi. Aby wypłacić honoraria wróżbitom (również wychłostanemu) nałożył na kraj nowe podatki. Jednak w kraju było jeszcze sporo osób głodnych (mimo odjęcia spośród ich liczby wróżbitów), więc arcykapłan postanowił zastosować się do rad pozostałych wróżbitów (oprócz czwartego). Jednak, mimo tego kroku, głód nie ustawał. Arcykapłan obraził się na ludność i ogłosił, że odlatuje balonem szukać ślusarzy. Gdy tylko odleciał, głód zniknął. Część ludności sądziła, że to arcykapłan znalazł sposób na usunięcie głodu, część natomiast uważała, że to on był przyczyną głodu. Obie te grupy zaczęły się zwalczać, przez co nie uprawiały swych pól. Wtedy wybuchł nowy głód. Pojawił się też nowy arcykapłan.